# 基韋斯耶爾維

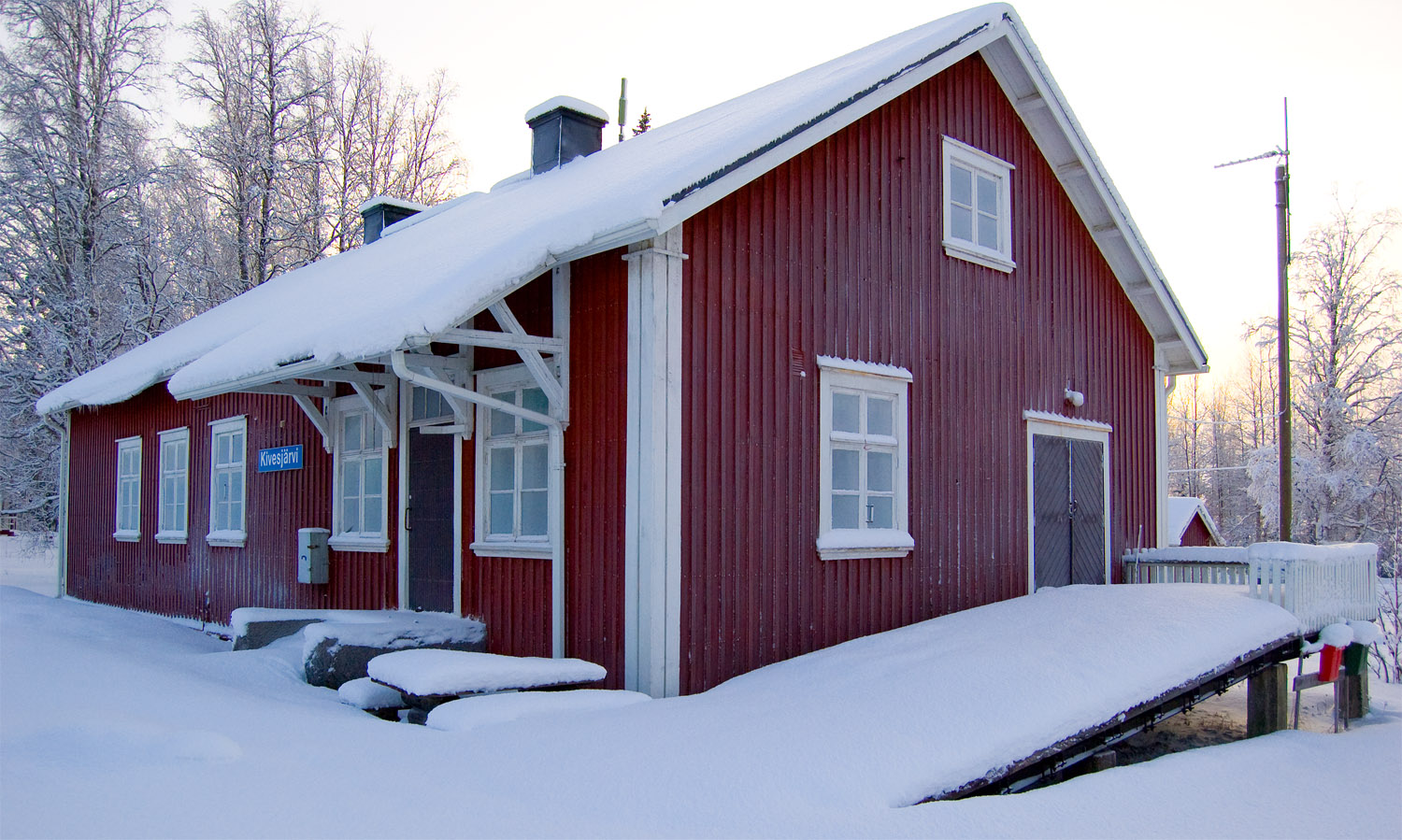
基韋斯耶爾維車站，攝於2008年二月。

基韋斯耶爾維（芬蘭語：Kivesjärvi）是芬蘭帕爾塔莫市鎮的一个村庄，位於同名的基韦斯湖的岸邊、國道22號以及奧盧-孔蒂奧麦基鐵路旁边。該村的人口約為80人。基韋斯耶爾維於1993年被評選為芬兰年度村庄。

## 基韋斯耶爾維車站
基韋斯耶爾維車站位於村庄外圍國道附近。現今芬蘭鐵路的載客列車不會停靠在本站，亦不會讓遊客在此上下列車。现在该处的铁路线路为无人看守的会让站，并受到来自奥卢的遥控。车站建筑则改为住宅。